# 爛頭何
《爛頭何》，又名《鬥智鬥力鬥功夫》，是1979年上映的香港古裝武打電影，由劉家良執導，倪匡編劇，汪禹、劉家輝等主演。2011年，本片獲香港電影資料館推選為「百部不可不看的香港電影」之一。:70

## 演員表
| 演員   | 角色                        | 備註                 |
| ------ | --------------------------- | -------------------- |
| 汪禹   | 何真                        | 爛頭何               |
| 劉家輝 | 王親勤 （十一太子／勤親王） |                      |
| 羅烈   | 梁金城                      | 朝廷將軍，四太子親信 |
| 惠英紅 | 翠紅                        | 歌女                 |
| 王龍威 | 范天剛                      | 梁金城派出的高手     |
| 唐偉成 | 朱一楓                      | 梁金城派出的高手     |
| 沈勞   | 皇帝                        |                      |
| 韋弘   | 四太子                      |                      |
| 小侯   |                             |                      |

## 故事大綱
清代某朝的十一太子勤親王（劉家輝飾）溫文爾雅亦武功高強，他化名珠寶商人王親勤到廣東微服出巡，遇上珠寶大盜何真（汪禹飾），勤欲將其感化，借歌女之手以毒劍刺傷何真額頭。變成「爛頭何」 的真只好向勤拜師換取解藥。其後師徒兩人捲入儲君之爭，遭遇四太子派出的眾多高手。

## 外部連結
- 香港影庫上《爛頭何》的資料（繁體中文）
- 互联网电影数据库（IMDb）上《爛頭何》的资料（英文）
- 豆瓣电影上《爛頭何》的資料 （简体中文）